# 308 f.Kr.

## Händelser

### Efter plats

#### Grekland
- Ptolemaios går från Mindre Asien över Egeiska havet mot Grekland, där han erövrar Korinth, Sikyon och Megara.

#### Romerska republiken
- Det andra samnitiska kriget eskalerar, när umbrerna, picentinerna och marserna går med i kriget mot Rom, som dock lyckas kontrollera upproret.
- Etruskerna söker fred med romarna, som beviljar det på hårda villkor.

## Avlidna
- Kleopatra av Makedonien, syster till Alexander den store och dotter till kung Filip II av Makedonien och Olympias (född cirka 356 f.Kr.)